# Ереб, Душан
Душан Радетович Ереб (словен. Dušan Radeta Jereb, серб. Душан Радета Јереб; 26 января 1908, Любляна — 12 марта 1943, Великий Липовец) — словенский врач, герой Народно-освободительной войны Югославии. Посмертно награждён званием Народного героя Югославии

## Биография
Родился 26 января 1908 в Любляне. Отец был юристом, родственники жили в Костаньевице, Радече, Чрномле, Коньице, Птуе и Кочево. Окончив начальную школу, учился в гимназиях Руя и Кочево, а затем поступил в медицинский университет в Бече, где обучался на ветеринара. Там же впервые познакомился со студентами, придерживавшимися идеологии марксизма, многие из которых впоследствии бежали в Австрию, где легально действовала компартия. Некоторое время учился в Загребе на ветеринарском факультете, но был недоволен условиями учёбы, низким уровнем преподавания и отсутствием демократических прав и свобод в университете.
Вернулся в Беч, где завершил обучение и получил диплом врача-ветернара. Отказался от гражданской службы из-за страха быть выдворенным из страны за свои убеждения, но в армию не смог попасть из-за проблем со зрением и обнаруженного порока сердца. Некоторое время служил в Петринье, однако в 1934 года вернулся в Словению и устроился на работу в Ново-Место как городской ветеринар. Там он нашёл общество единомышленников и прогрессивных интеллектуалов. В конце 1935 года был принят в компартию Югославии.
В 1940 году вошёл в состав райкома Ново-Место. После вторжения немецких войск возглавил райком Освободительного фронта Словении, действовавшего под руководством НОАЮ. В качестве руководителя подготавливал вооружённые антифашистские восстания, а после начала войны Германии против СССР возглавил несколько первых партизанских отрядов. В ноябре 1941 года полиция объявила его в розыск, и он вынужден был перейти на нелегальное положение в Любляне, где стал секретарём райкома Освободительного фронта. В июле 1942 года после освобождения некоторой части Словении от оккупации вернулся на старую должность, но затем снова оказался в опасности: партизаны вынуждены были бороться с Белой гвардией — словенскими коллаборационистами. В декабре 1942 года был назначен секретарём Доленьского райкома Освободительного фронта и стал организовывать политические акции против Белой гвардии.
В начале марта 1943 года он организовал совещание членов НОАЮ на Трской горе. Вернувшись к Рогу, где была территория, свободная от немцев, он попытался в ночь с 11 на 12 марта 1943 с группой активистов переплыть реку Крку, но не смог. Той же ночью Юрчетова рота Западнодоленьского отряда расположилась в деревне Великий Липовец и снова попыталась прорваться к свободным территориям. Однако деревню окружили итальянские войска и словенские коллаборационисты численностью более 100 человек. Партизанская рота вступила в бой, а Ереб забаррикадировался в доме и начал стрелять по итальянцам из пистолета. Когда итальянцы ворвались в дом, то обнаружили его мёртвое тело. По мнению большинства историков, Душан застрелился, чтобы не попасть в плен.
Указом Председателя Федеративной Народной Республики Югославии Иосипа Броза Тито от 21 июля 1953 посмертно награждён званием Народного героя Югославии.